# Tenuipalpus elegans
Tenuipalpus elegans är en spindeldjursart som först beskrevs av Elsie Collyer 1973.  Tenuipalpus elegans ingår i släktet Tenuipalpus och familjen Tenuipalpidae. Inga underarter finns listade i Catalogue of Life.